# Franz Josef Czernin
Franz Josef Czernin (* 7. ledna 1952, Vídeň, Rakousko) je rakouský spisovatel. Pochází z vinořské linie českého šlechtického rodu Černínů z Chudenic.

## Život
Odmaturoval v roce 1971. V letech 1971–1973 studoval ve Spojených státech amerických. Od roku 1978 působí jako spisovatel. Žije v obci Rettenegg. Píše prózu, lyriku a aforismy. Od roku 2010 je členem poroty Heimrad-Bäcker-Preis. Je členem Deutsche Akademie für Sprache und Dichtung (německá akademie pro řeč a básně).

## Dílo
Výběr z díla:
- Das Stück. Ein Theater (1991)
- Sechs tote Dichter. Aufsätze zur Literatur (1992)
- Die Aphorismen. Eine Einführung in die Mechanik (8 Bände, 1992)
- die kunst des dichtens (1992)
- die kunst des sonetts (2 Bände 1993)
- Marcel Reich-Ranicki. Eine Kritik (1995)
- natur-gedichte (1996)
- Die Schreibhand. Zu Reinhard Priessnitz' Gedicht »heldin« (1997)
- Anna und Franz. Sechzehn Arabesken (1998)
- Voraussetzungen. Vier Dialoge (2002)

### Ocenění
- 1997 ocenění města Vídně za literaturu
- 2003 Heimrad-Bäcker-Preis
- Ernst-Jandl-preis za lyriku 2015